# Line Luplau
Line Luplau (Mern, 22 de abril de 1823 -  Frederiksberg, 10 de septiembre de 1891) fue una feminista y sufragista danesa. Fue la cofundadora del Danske Kvindeforeningers Valgretsforbund o DKV (Unión del Sufragio de la Sociedad de Mujeres Danesas) y primera presidenta en 1889-1891.

## Vida
Line Luplau nació el 22 de abril de 1823 en Mern, hija del vicario Hans Christian Monrad (1780-1825) y de Ferdinandine Henriette Gieertsen (1783-1871). Se casó con el vicario Daniel Carl Erhard Luplau (1818-1909) en 1847.
Luplau desarrolló una temprana frustración por el hecho de que a las mujeres no se les reconocieran plenos derechos como seres humanos debido a su sexo. Se considera que este interés tomó forma a partir del debate público que siguió a la controvertida novela Clara Raphael de Mathilde Fibiger (1851). Su esposo servía como vicario en una parroquia de Slesvig-Holsten y la familia se vio obligada a irse a Varde cuando esta parte de Dinamarca se perdió tras la guerra en 1864. En Varde, Luplau fundó una organización de caridad y se convirtió en la primera mujer de Dinamarca en hablar en una celebración nacional.

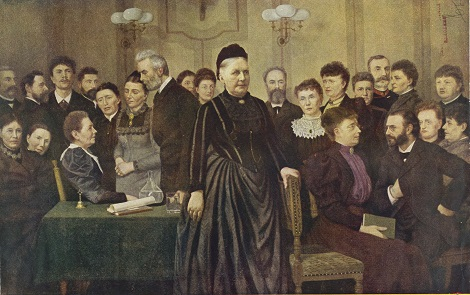
Line Luplau en primer plano en el retrato colectivo de gran formato realizado por su hija Marie Luplau, titulado Desde los primeros días de la lucha por el sufragio femenino (1897).

En 1872, Luplau se convirtió en miembro de la rama local de la organización de mujeres Dansk Kvindesamfund (DK) junto con su esposo y su hija Marie Luplau. Su interés por los derechos de las mujeres se centró en el sufragio femenino y la igualdad de derechos políticos y perteneció al grupo de oposición dentro de DK. En 1888, entregó una lista de 1702 nombres en apoyo a la moción de Fredrik Bajer en el parlamento del sufragio femenino como representante de DK. En 1885, perteneció a los partidarios de la recién fundada organización de mujeres Kvindelig Fremskridtsforening (KF), una fracción de los antiguos miembros de DK, y sirvió en el comité central de KF en 1886. En 1886, se trasladó a Copenhague tras la jubilación de su marido y en 1888 representó al KF en la primera conferencia de mujeres nórdicas en la capital danesa, donde ella y Johanne Meyer presentaron el sufragio femenino como una de las cuatro cuestiones principales dentro de los derechos de la mujer. Luplau se convirtió en una de las principales figuras del movimiento de sufragio femenino danés y sirvió en la junta directiva del periódico de KF, llamado Hvad vi vil, junto con Matilde Bajer, Anna Nielsen y Massi Bruhn.
En 1889, Luplau fundó el movimiento de sufragio danés Kvindevalgretsforeningen (KVF) junto con Louise Nørlund y fue su presidenta en 1889-91. Su objetivo era formar una organización exclusivamente para el sufragio femenino, en lugar de DK y KF, que se ocupaba de muchas cuestiones diferentes relacionadas con la mujer, y obtuvo el apoyo tanto de hombres como de varios grupos políticos diferentes, especialmente los grupos políticos de izquierda. Luplau era una activista controvertida, estricta y enérgica con un estilo directo, cuyo activismo despertaba fuertes emociones, y no fue popular entre otros grupos de mujeres ya que consideraban que había dividido el movimiento de las mujeres. En 1891, se vio obligada a dimitir como presidenta de la KVF por motivos de salud y falleció ese año en Frederiksberg.
En 1917, su hija Marie Luplau realizó un retrato de grupo para el parlamento danés que representaba a los notables miembros del movimiento de sufragio femenino, donde Luplau fue situada en primera plano.